# El profesor (película de 2023)
El profesor (en árabe: الأستاذ‎, y The Teacher en inglés) es una película dramática de 2023 de la cineasta británico-palestina Farah Nabulsi. Se estrenó en el 48.º Festival Internacional de Cine de Toronto el 9 de septiembre de 2023.

## Argumento
Basem es un profesor de escuela palestino que se encuentra atrapado entre su compromiso con la resistencia política, con la posibilidad de una nueva relación con la trabajadora voluntaria Lisa, y su apoyo emocional a uno de sus alumnos, Adam.
Ambientada en la Palestina de los años 20 del siglo XXI, Nabulsi describió la película como un "drama humano ambientado en un paisaje político" y "una historia sobre personajes que representan a un pueblo gravemente marginado y subrepresentado", afirmando que necesitó hacer esta película para hacer frente a la injusticia que había presenciado.

## Reparto
- Saleh Bakri como Basem El Saleh
- Imogen Poots como Lisa
- Muhammad Abed Elrahman como Adam
- Stanley Townsend como Simon Cohen
- Muayyad Abd Elsamad
- Andrea Irvin
- Nabil Al Raee
- Mahmood Bakri
- Pablo Herzberg

## Producción
La película se rodó íntegramente en Palestina, particularmente en Nablus, durante tres meses. Respecto a la elección de filmar en Palestina, la directora Farah Nabulsi sintió la responsabilidad de hacerlo y dijo: "Contemplé el camino de menor resistencia, como hacerlo en Jordania o en un lugar diferente. Pero pensé que era un privilegio poder hacerla en Palestina, algo que muchos cineastas de Palestina no pueden".
En una entrevista con Deadline, la directora describió "el coste emocional y mental" de liderar un equipo mientras "tratas de hacer justicia a una realidad que se desarrolla a tu alrededor".Mencionó a colonos israelíes que quemaron olivos en una aldea palestina cercana mientras filmaban, así como una incursión militar en Nablus que ocurrió a pocos kilómetros de donde el equipo había estado filmando unas horas antes.

## Estreno
La película se estrenó en el Festival Internacional de Cine de Toronto 2023 el 9 de septiembre de 2023. Variety lanzó un clip exclusivo de la película dos días antes de su estreno, el 7 de septiembre.

## Recepción

### Crítica
The Teacher fue elogiada por la crítica por su exploración de la vida en la Palestina ocupada, así como por las actuaciones de Saleh Bakri, Imogen Poots y Muhammad Abed Elrahman.
Vogue elogió la película como "un primer largometraje absorbente de la directora británico-palestina Farah Nabulsi" y quedó "conmovido y cautivado por la exploración de la ira y el dolor palestinos", incluyéndola como una de sus "10 películas del Festival de Cine de Toronto para entusiasmarse ".
The Hollywood Reporter describió la película como "fascinante", "reveladora" y "una exploración íntima de la vida en la Palestina ocupada", y elogió a los actores por "tres actuaciones convincentes, encabezadas por la sorprendente y discreta intensidad de Saleh". Bakri."
Screen Daily  elogió a Nabulsi por "[abordar] un tema espinoso con complejidad, elaborando un drama con varios zarcillos que se extienden en todas direcciones, ilustrando cómo la disputa israelí-palestina afecta a tantas personas en la región".
The Hollywood Reporter calificó la película como "La joya escondida de Toronto" y Screen Daily incluyeron a The Teacher como uno de los "20 títulos destacados de Toronto 2023".
A pesar de reconocer el "contrapeso necesario" que la película proporcionó "en un clima donde las perspectivas palestinas sobre el conflicto tienen oportunidades limitadas de exposición", IndieWire criticó la película por centrarse demasiado en la relación de Basem y Lisa, ya que esto daba "poca atención a la dinámica" que conllevan mucha más necesidad y peso".

## Premios
The Teacher fue nominada en 2023 a los British Independent Film Awards en tres categorías: Mejor director debutante, Mejor guionista debutante y Productor revelación. En el Festival Internacional de Cine del Mar Rojo en diciembre de 2023, donde el jurado estuvo encabezado por Baz Lurhmann, la película recibió el Premio del Jurado y Saleh Bakri ganó el Premio al Mejor Actor.
La película ganó otros premios en varios festivales de cine internacionales, incluida la Mejor Película Internacional en Galway Film Fleadh  y los Premios del Público en el Festival Internacional de Cine de San Francisco, Filmfest DC (también conocido como Festival Internacional de Cine de Washington D. C.), Festival de Cine de Brooklyn, Kosmorama  y Días de Cine de Chipre.
La actuación de Saleh Bakri en esta película le valió varios premios al Mejor Actor, en el Festival de Cine de Belgrado, y también en el octavo Premio de la Crítica de Cine Árabe; donde la película también estuvo nominada en otras tres categorías: Mejor Película, Mejor Fotografía y Mejor Música.